# レインボー通商
レインボー通商は、朝鮮関連の専門書店である。
同書店は、現在は千代田区(神田すずらん通り商店街付近)から佐川町（高知県）に店舗を移し、オンライン書店を主体業務としている。

## 詳細
レインボー通商は、主に朝鮮民主主義人民共和国(北朝鮮)関連の各種出版物やグッズを取り扱うが、韓国関連の出版物や日本統治時代の朝鮮に関する出版物および朝鮮半島(とその周辺地域)関連の日本国国内で出版されている書籍も扱っている。
同書店は、特に北朝鮮関連の出版物に関しては入手が困難な物な物まで幅広く取り扱っており、政府機関や教育機関の御用達であるだけではなく、北朝鮮マニアや共産趣味者と呼ばれるような収集家からも北朝鮮グッズの聖地として知られている。
レインボー通商の取締役である宮川淳は、北朝鮮に関する日本のマスメディアの報道に対しても度々取材を受けていた他にも、『北朝鮮祭り』(北朝鮮研究家やマニアが集う)に全てメイン参加している。
同人物は過去の訪朝時にタレントの江頭2:50と共に朝鮮中央テレビの番組の取材を受けたことも有る。